# Катеннан, Адриан
Адриан Катеннан (фр. Adrien Quatennens) — французский политик, член партии Непокорённая Франция, бывший депутат Национального собрания Франции.

## Биография
Родился 23 мая 1990 года в Лилле (департамент Нор) в семье руководителя отделения компании Électricité de France (EDF) и продавщицы в магазине оптики. Начал заниматься политикой в 2005 году, примкнув к массовой кампании протеста против Закона о первом найме. В 2008 году получил степень бакалавра экономики и социального обеспечения в католическом институте Белого Креста в Бондю, где он учился в средней и старшей школе, и начал изучать экономику в Университете Лилля. После отчисления со второго курса перешел на стажировку в BTS – управление бизнес-единицами в корпорации EDF – и стал консультантом по работе с клиентами. После этого работал консультантом корпоративных клиентов EDF в Лилле.
Горячий сторонник Жана-Люка Меланшона, он в вступил в его Левую партию в 2013 году, два года спустя стал членом Национального совета партии. Активно участвовал в президентских кампаниях Жан-Люка Меланшона в 2012 и 2017 годах. Оставаясь членом Левой партии, в 2016 году вслед за ним перешел в новую партию Непокорённая Франция. Был избран соруководителем отделения Левой партии в департаменте Нор. 
На выборах в Национальное собрание 2017 г. Адриан Катеннан стал кандидатом от Непокорённой Франции по 1-му избирательному округу департамента Нор и одержал победу, получив во 2-м туре 50,11 % голосов. В Национальном собрании он является членом Комиссии по социальным вопросам. С самого начала своей депутатской деятельности участвует в рассмотрении проекта реформы Трудового кодекса в 2017 году, против которого активно выступает. Его дебют в Национальном собрании привлек к нему внимание средств массовой информации, в основном по случаю его выступления 10 июля, продолжавшегося около получаса.
Он также поддерживает законопроект о признании психических патологий, связанных с выгоранием и  профессиональными заболеваниями. Адриан Катеннан стал членом группы депутатов, выступивших против проекта пенсионной реформы 2020 года, выдвинутого вторым правительством Эдуара Филиппа. Он осуждает «неравноправный» проект из-за различий в ожидаемой продолжительности жизни между различными социальными классами. Восходящая звезда партии, 22 июня 2019 года он был назначен координатором партийного руководства.
Адриан Катеннан вновь баллотировался на выборах в Национальное собрание 2017 г. в своем избирательном округе как кандидат партии Непокорённая Франция. Он вошел в число пятнадцати кандидатов, набравших более 50% голосов в первом туре, и был переизбран во втором туре с 65,2 %.
Политическая карьера Адриана Катеннана фактически пресеклась в декабре 2022 года, когда он был приговорен к четырем месяцам тюремного заключения условно за «насилие в отношении супруги» . На этот срок он был отстранен он работы в Национальном собрании. Левая партия исключила его 24 января 2023 года. Жан-Люк Меланшон выразил Катеннану публичную поддержку, что вызвало недовольство многих сторонников Непокорённой Франции, требовавших его исключения из партии. . Адриан Катеннан отказался уходить в отставку; он был исключен из парламентской группы Непокорённой Франции на четыре месяца, став независимым депутатом.

## Политическая карьера
21.06.2017 — 09.06.2024 — депутат Национального собрания Франции от 1-го избирательного округа департамента Нор.